# Francesco Venditti
Francesco Venditti (Roma, 27 agosto 1976) è un attore e doppiatore italiano.

## Biografia
Francesco Venditti è nato a Roma il 27 agosto 1976. Figlio del cantautore Antonello Venditti e della doppiatrice e attrice Simona Izzo, separatisi quando lui aveva solo due anni, sceglie di seguire la strada della madre, dedicandosi giovanissimo sia alla recitazione che al doppiaggio.
Nel 1996 debutta come attore nel cinema con il film Vite strozzate diretto da Ricky Tognazzi, secondo marito di sua madre, e appare per la prima volta in televisione nel film TV diretto da Paolo Poeti, Compagni di branco. Tra gli altri suoi film: Camere da letto (1997), diretto da Simona Izzo che lo dirige anche, insieme a Ricky Tognazzi, in Io no (2003), Romanzo criminale (2005), regia di Michele Placido, e Gas (2005), sceneggiato da Alexandra La Capria e da Luciano Melchionna che ne cura anche la regia.
In televisione ha recitato in numerose fiction, di cui alcune dirette dalla zia Rossella: nel 1997 in Caro maestro 2, nel 1998 e nel 1999 nelle due edizioni di Una donna per amico e nel 2002 ne Lo zio d'America. Nel 2003 ha interpretato il ruolo di Nicola Catania da giovane nella miniserie Il papa buono; nel 2004 Nerone (Britannicus in Imperium: Nerone). Nel 2006 ha il ruolo di Cristiano Keller ne La freccia nera, e di Fausto Corradi in Questa è la mia terra, per la regia di Raffaele Mertes, entrambe miniserie trasmesse da Canale 5.
Nel 2008 è stato protagonista, insieme ad Adriano Giannini e Claudia Zanella, della miniserie di Rai 1, Amore proibito, presentata in anteprima nel 2007 nel corso della prima edizione del Roma Fiction Fest. Nel maggio 2009 torna sul grande schermo con il film, più volte rimandato, intitolato Polvere. Nello stesso anno ha girato Ganja Fiction diretto da Mirko Virgili, Le ultime 56 ore diretto da Claudio Fragasso, e 5 (Cinque) diretto da Francesco Maria Dominedò.
Nel 2010 ha interpretato il sindacalista Mario nella miniserie Mia madre diretta da Ricky Tognazzi e con Bianca Guaccero. Nel 2011 ha vinto il Leggio d'oro voce maschile dell'anno. Nel 2012 è su Rai 1 in Il caso Enzo Tortora - Dove eravamo rimasti?. Nello stesso periodo è concorrente (in coppia con sua madre Simona Izzo) del reality Pechino Express, condotto da Emanuele Filiberto di Savoia; la coppia viene eliminata nel corso della quarta puntata. Poco dopo ha un piccolo ruolo nella miniserie TV L'ultimo papa re. Nel 2022 è stato complice con la madre nello scherzo ai danni del patrigno in Scherzi a parte.

## Filmografia

### Cinema

Venditti in Camere da letto (1997)

- Vite strozzate, regia di Ricky Tognazzi (1996)
- Camere da letto, regia di Simona Izzo (1997)
- Cuori perduti, regia di Teresio Spalla (1997)
- Il cielo in una stanza, regia di Carlo Vanzina (1999)
- Almost Blue, regia di Alex Infascelli (2000)
- Sottovento!, regia di Stefano Vicario (2001)
- Commedia sexy, regia di Claudio Bigagli (2001)
- Tornare indietro, regia di Renzo Badolisani (2001)
- Quartetto, regia di Salvatore Piscicelli (2001)
- I giorni dell'amore e dell'odio, regia di Claver Salizzato (2001)
- Fate come noi, regia di Francesco Apolloni (2001)
- Io no, regia di Simona Izzo e Ricky Tognazzi (2003)
- Romanzo criminale, regia di Michele Placido (2005)
- Gas, regia di Luciano Melchionna (2005)
- Il punto rosso, regia di Marco Carlucci (2007)
- Il monastero, regia di Antonio Bonifacio (2008)
- Polvere, regia di Massimiliani D'Epiro e Danilo Proietti (2009)
- Sleepless, regia di Maddalena De Panfilis (2009)
- Ganja fiction, regia di Mirko Virgili (2009)
- Le ultime 56 ore, regia di Claudio Fragasso (2009)
- 5 (Cinque), regia di Francesco Dominedò (2009)
- The Museum of Wonders, regia di Domiziano Cristopharo (2010)
- 6 giorni sulla Terra, regia di Varo Venturi (2011)
- Roma nuda, regia di Giuseppe Ferrara (2012) – proiezione privata a Roma[2]
- Ganja Fiction, regia di Mirko Virgili (2013)
- A mano disarmata, regia di Claudio Bonivento (2019)

### Televisione
- Compagni di branco, regia di Paolo Poeti – film TV (1996)
- Caro maestro 2, regia di Rossella Izzo – serie TV (1997)
- Amico mio - La nuova serie, regia di Paolo Poeti – serie TV (1998)
- Una donna per amico, regia di Rossella Izzo – serie TV (1998-1999)
- Valeria medico legale, regia di Gianfranco Lazotti – serie TV (2000)
- Giornalisti, regia di Donatella Maiorca e Giulio Manfredonia – serie TV (2000)
- Lo zio d'America, regia di Rossella Izzo – serie TV (2002)
- Marcinelle, regia di Andrea Frazzi e Antonio Frazzi – miniserie TV (2003)
- Il papa buono, regia di Ricky Tognazzi (2003)
- Nerone (Imperium: Nerone), regia di Paul Marcus – miniserie TV (2004)
- Il Grande Torino, regia di Claudio Bonivento – miniserie TV (2005)
- La freccia nera, regia di Fabrizio Costa – miniserie TV (2006)
- Questa è la mia terra, regia di Raffaele Mertes – serie TV (2006)
- Eravamo solo mille, regia di Stefano Reali – miniserie TV (2006)
- Amore proibito, regia di Anna Negri – film TV (2007)
- Dottor Clown, regia di Maurizio Nichetti – film TV (2008)
- Mia madre, regia di Ricky Tognazzi – serie TV (2010)
- Vi perdono ma inginocchiatevi, regia di Claudio Bonivento – film TV (2012)
- Il caso Enzo Tortora - Dove eravamo rimasti?, regia di Ricky Tognazzi – miniserie TV (2012)
- L'ultimo papa re, regia di Luca Manfredi – miniserie TV (2013)
- Svegliati amore mio, regia di Simona Izzo e Ricky Tognazzi – miniserie TV (2021)
- Se potessi dirti addio, regia di Simona Izzo e Ricky Tognazzi – miniserie TV, 4 episodi (2024)

## Doppiaggio

### Film
- Ryan Reynolds in X-Men le origini - Wolverine, Deadpool, Life - Non oltrepassare il limite, Deadpool 2, Pokémon: Detective Pikachu, 6 Underground, Free Guy - Eroe per gioco, The Adam Project, Spirited - Magia di Natale, Ghosted, IF - Gli amici immaginari, Deadpool & Wolverine
- David Dastmalchian in Ant-Man, Ant-Man and the Wasp, Lo strangolatore di Boston, The Boogeyman, Oppenheimer
- Boyd Holbrook in Morgan, Logan: The Wolverine, The Predator, Indiana Jones e il quadrante del destino, The Bikeriders
- Michael Peña in World Trade Center, Shooter, Leoni per agnelli
- Domhnall Gleeson in Anna Karenina, Questione di tempo, Unbroken
- Victor Rasuk in Haven, Stop-Loss, Cinquanta sfumature di grigio
- Nicholas Hoult in X-Men - Giorni di un futuro passato, X-Men - Apocalisse, X-Men: Dark Phoenix, Reinfield
- Giovanni Ribisi in Un colpo al cuore, Avatar, Avatar - La via dell'acqua
- Justin Long in Crossroads - Le strade della vita, La verità è che non gli piaci abbastanza
- Diego Luna in Dirty Dancing 2, Rogue One: A Star Wars Story
- Steve Howey in DOA: Dead or Alive, Bride Wars - La mia migliore nemica
- Adrian Grenier in Il diavolo veste Prada, Entourage
- Hans Matheson in Canone inverso, 300 - L'alba di un impero
- Elijah Wood in Chain of Fools
- Hayden Christensen in L'ultimo sogno
- Justin Chatwin in La guerra dei mondi
- Garrett Hedlund in Four Brothers - Quattro fratelli
- James McAvoy in Wimbledon
- Zhang Jin in Ip Man 3
- Marwan Kenzari in Aladdin
- John David Washington in BlacKkKlansman
- Dan Stevens in Notte al museo - Il segreto del faraone
- Jon Abrahams in La maschera di cera
- Sam Riley in Control
- Burak Özçivit in Un amore come te
- Keith Robinson in Dreamgirls
- Harry Treadaway in The Lone Ranger
- Peter Facinelli in Il Re Scorpione
- Simon Woods in Orgoglio e pregiudizio
- John Krasinski in In amore niente regole
- Aaron Paul in Mission: Impossible III
- Michael Pitt in Ingannevole è il cuore più di ogni cosa
- Kris Lemche in My Little Eye
- Iván Massagué in Il labirinto del fauno
- Lance Bass in On the Line
- Laurence Fishburne in Apocalypse Now Redux
- Pierre-Luc Brillant in C.R.A.Z.Y.
- Filip Berg in Trouble
- Chris Overton in Pride
- Rodrigo de la Serna in Cronaca di una fuga - Buenos Aires 1977
- Fra Fee in Les Misérables
- David Oyelowo in Lincoln
- Frederic Linkemann in Freaks - Una di noi
- Romesh Ranganathan in Cenerentola
- Pete Holmes in Home Sweet Home Alone - Mamma, ho perso l'aereo
- Johnny Ramey in Rustin
- J. D. Pardo in Road House
- Aaron Taylor-Johnson in The Fall Guy
- Tōma Ikuta in Onigoroshi - Demon City
- Bachir Baccour in Gli infallibili
- Alani Ilongwe in Arthur the King - Insieme a ogni costo
- Leonardo Ortizgris in El diario
- Paul du Toit in My Spy - La città eterna
- Bartlomiej Firlet in Death Before the Wedding

### Film d'animazione
- Marmy in Nut Job - Operazione noccioline, Nut Job 2 - Tutto molto divertente
- Oliver in Oliver & Company
- Linus in Due cuccioli nella savana
- Frankie ne I Robinson - Una famiglia spaziale
- Il padre di Jack ne Il paradiso può attendere
- Tito in Turbo
- Pyunma / Cyborg 008 in Cyborg 009 vs Devilman
- Gamma 1 in Dragon Ball Super: Super Hero
- Toneri Ōtsutsuki in The Last: Naruto the Movie

### Serie televisive
- Noah Bean ne L'esercito delle 12 scimmie, The Endgame - La regina delle rapine
- Nicholas D'Agosto in Masters of Sex, Trial & Error
- Chris Wood in The Vampire Diaries, Legacies
- Chris Lowell in Private Practice, How I Met Your Father
- Miguel Ángel Silvestre in Sense8, La casa di carta
- Jay Hernandez in Magnum P.I.
- Juan Pablo Di Pace in A.D. - La Bibbia continua
- Colin Hanks in Fargo
- David Giuntoli in Grimm
- Gaius Charles in Grey's Anatomy
- Kal Penn in Designated Survivor
- Boyd Holbrook in Narcos
- Burak Özçivit in Endless Love
- Iain De Caestecker in Agents of S.H.I.E.L.D.
- Michael Nathanson in The Punisher
- Kevin Sussman in Ugly Betty
- Richard Cabral in American Crime
- Sendhil Ramamurthy in Covert Affairs
- Sam Witwer in Smallville
- Ian Harding in Pretty Little Liars
- Keith Powell in 30 Rock
- Ephraim Ellis in Falcon Beach
- Murat Boz in Another Self
- Adam Busch in Buffy l'ammazzavampiri
- Wayne Wilcox in Una mamma per amica
- John David Washington in Ballers
- John Boyd in Bones
- Will Chase in Stranger Things
- Daniel Sharman in The Originals
- Giovanni Ribisi in Sneaky Pete
- Grey Damon in Station 19
- Karan Gill in The Decameron
- Michael Cassidy in Resident Alien
- Diego Luna in Andor
- Steve Howey in True Lies
- Peter Vives in Amore e vendetta - Zorro
- Gō Ayano in Yu Yu Hakusho
- Slavko Sobin in Il Turco
- Anders Holm in Monarch: Legacy of Monsters
- J. D. Pardo in The Terminal List
- Gabriel Luna in The Last of Us
- Subaru Shibutani in Like a Dragon: Yakuza
- David Mitchell in Ludwig[3]
- Adam Nagaitis in The Walking Dead: Daryl Dixon

### Cartoni animati
- Curtis Shumway in ALF
- William in Invincible
- Kevin Murphy in F Is for Family
- Clint Barton/Occhio di Falco (2ª voce) in Avengers - I più potenti eroi della Terra
- Sam Wilson/Falcon in Avengers Assemble, Marvel Super Hero Adventures
- Jet-Vac in Skylanders Academy
- Shawn in A tutto reality - L'isola di Pahkitew
- Raj in A tutto reality - L'isola: Il ritorno
- Swift Wind in She-Ra e le principesse guerriere
- Ricky Blank in 3 in mezzo a noi - I racconti di Arcadia
- Eddie e Kash Langford in Jurassic World - Nuove avventure
- David Dastmalchian in What If...? (ep. 5x01)
- Kosame Isshiki in Appare-ranman!
- Jerry in Disincanto
- Lu Wutang in Sakamoto Days
- King in Devil May Cry
- Uovini in Hazbin Hotel
- Go in Change!! Shin Getter Robot - L'ultimo giorno del mondo
- Smiley in Black Rock Shooter: Dawn Fall
- Vrumgun in Slayers
- Altair in Altair fra le stelle
- Lahar in Fairy Tail
- Jezzi in Mobile Suit Gundam GQuuuuuuX
- Corset in New Panty & Stocking with Garterbelt

### Audiolibri
- La leggenda di Sleepy Hollow di Washington Irving, Edizioni Full Color Sound srl - Roma, 2015

## Opere
- My sweet family, Gallo & Calzati, 2005, ISBN 9788888379364.